# 차오저우 직업기술학교
차오저우 직업기술학교(중국어: 潮州市职业技术学校)는 중화인민공화국 광둥성 차오저우 시에 있는 직업 고등학교이며, 1950년 설립되었다. 그 전신은 차오저우 백화대 직업중학교(중국어: 潮州市百花台职业中学)이며, 때문에 '백화대'(중국어: 百花台)로 불린다.

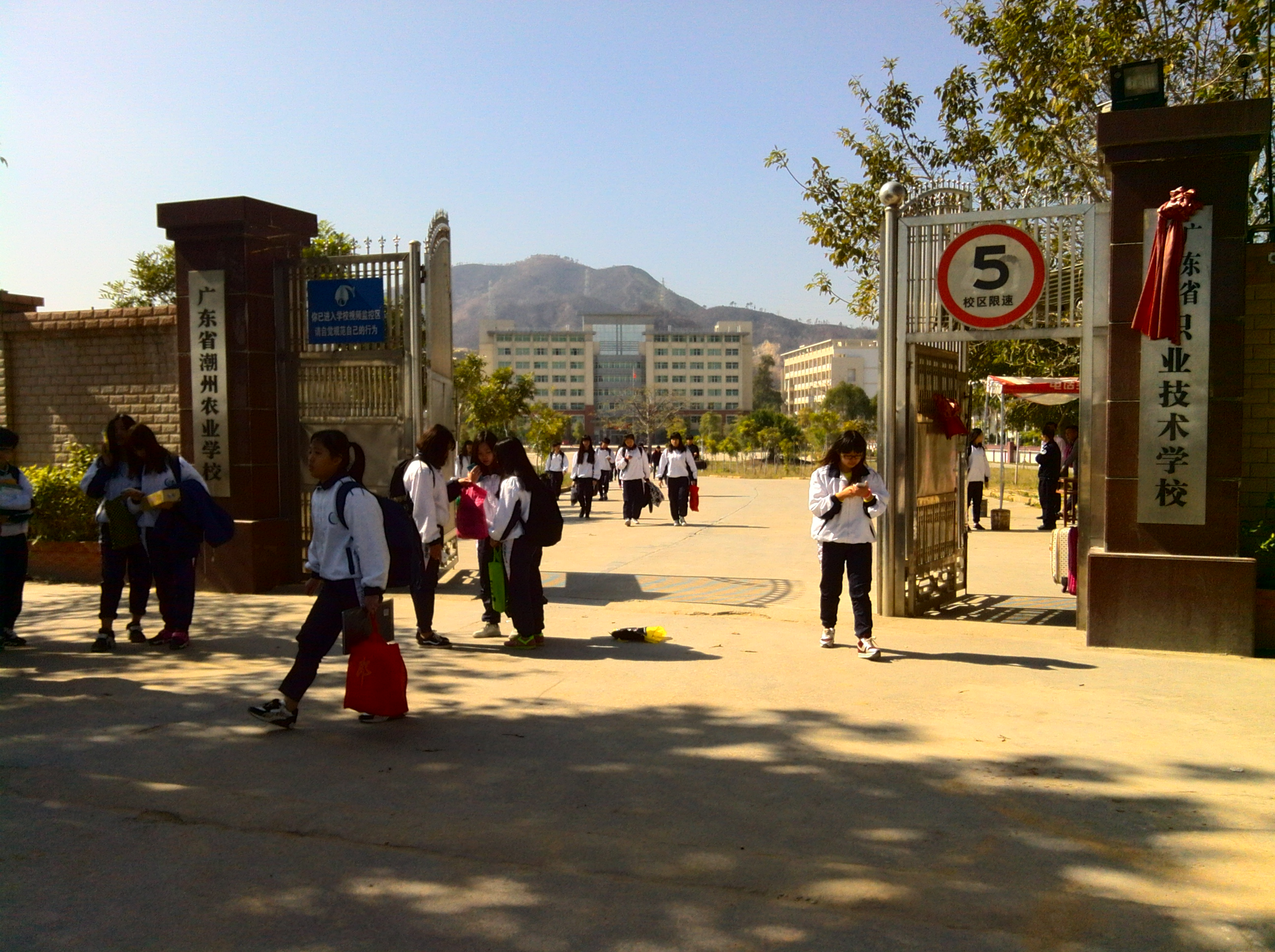
교문 (펑양 교구)

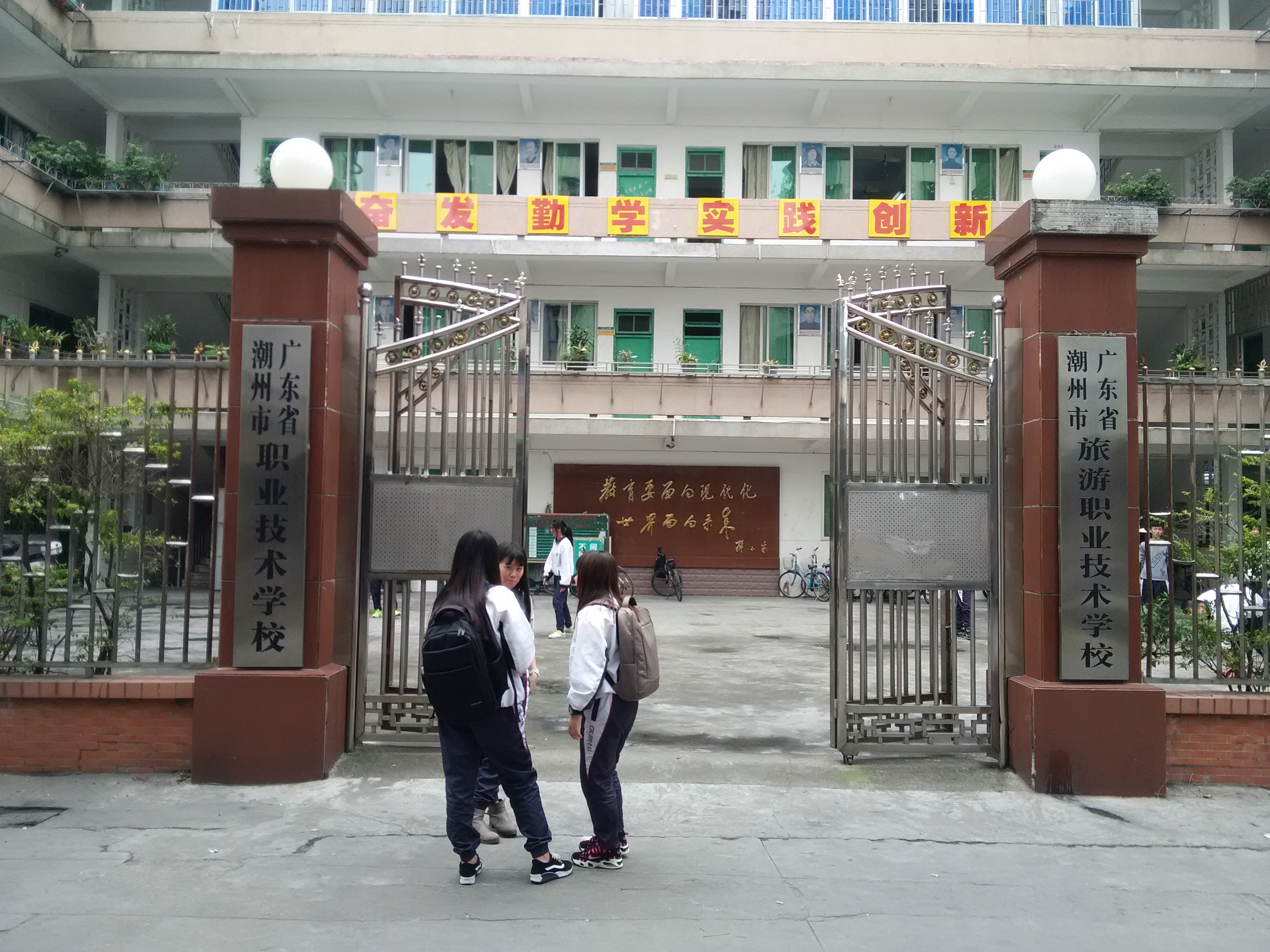
교문 (구시앙 교구)

## 앨범

### 건축

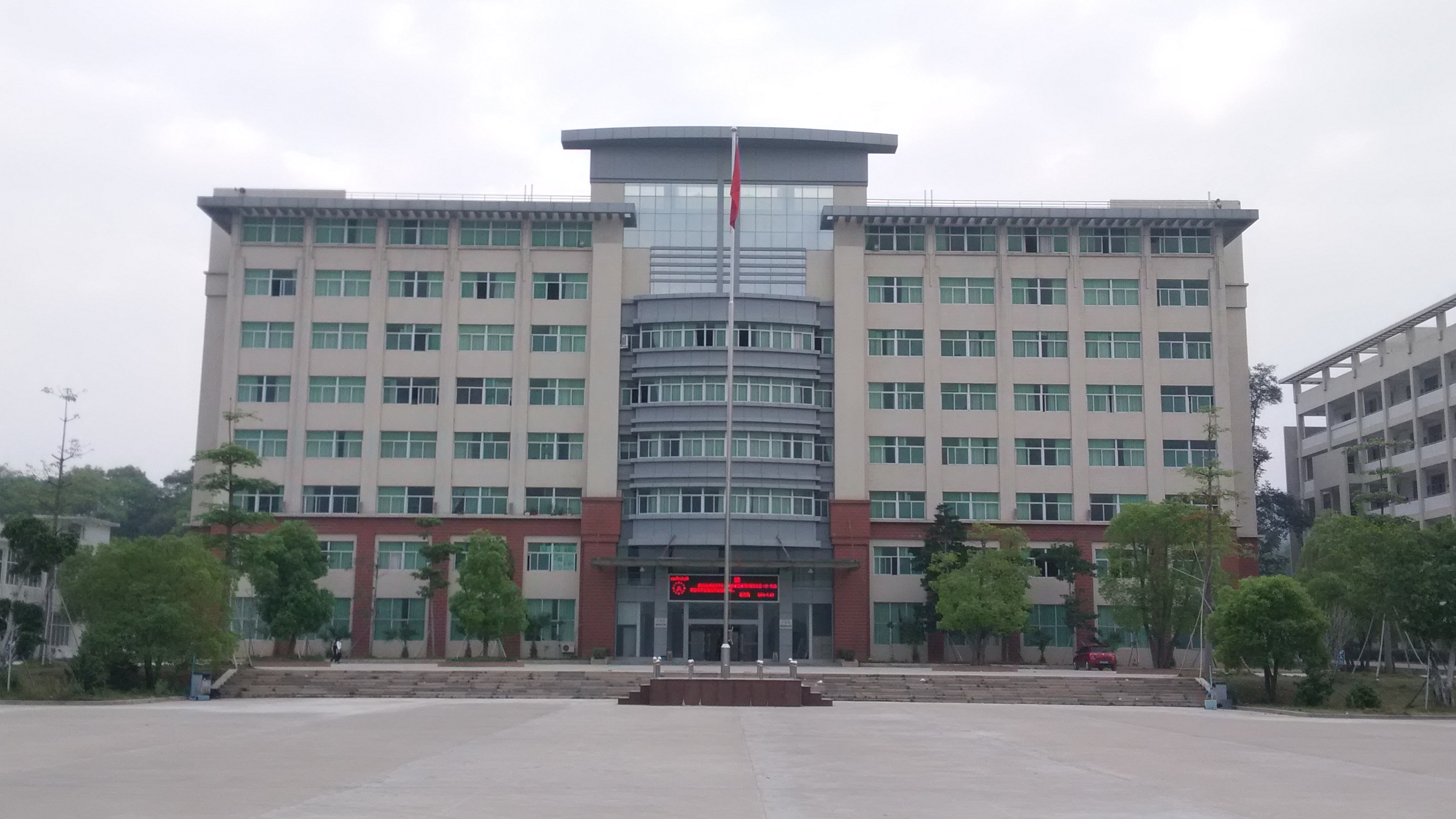
종합동
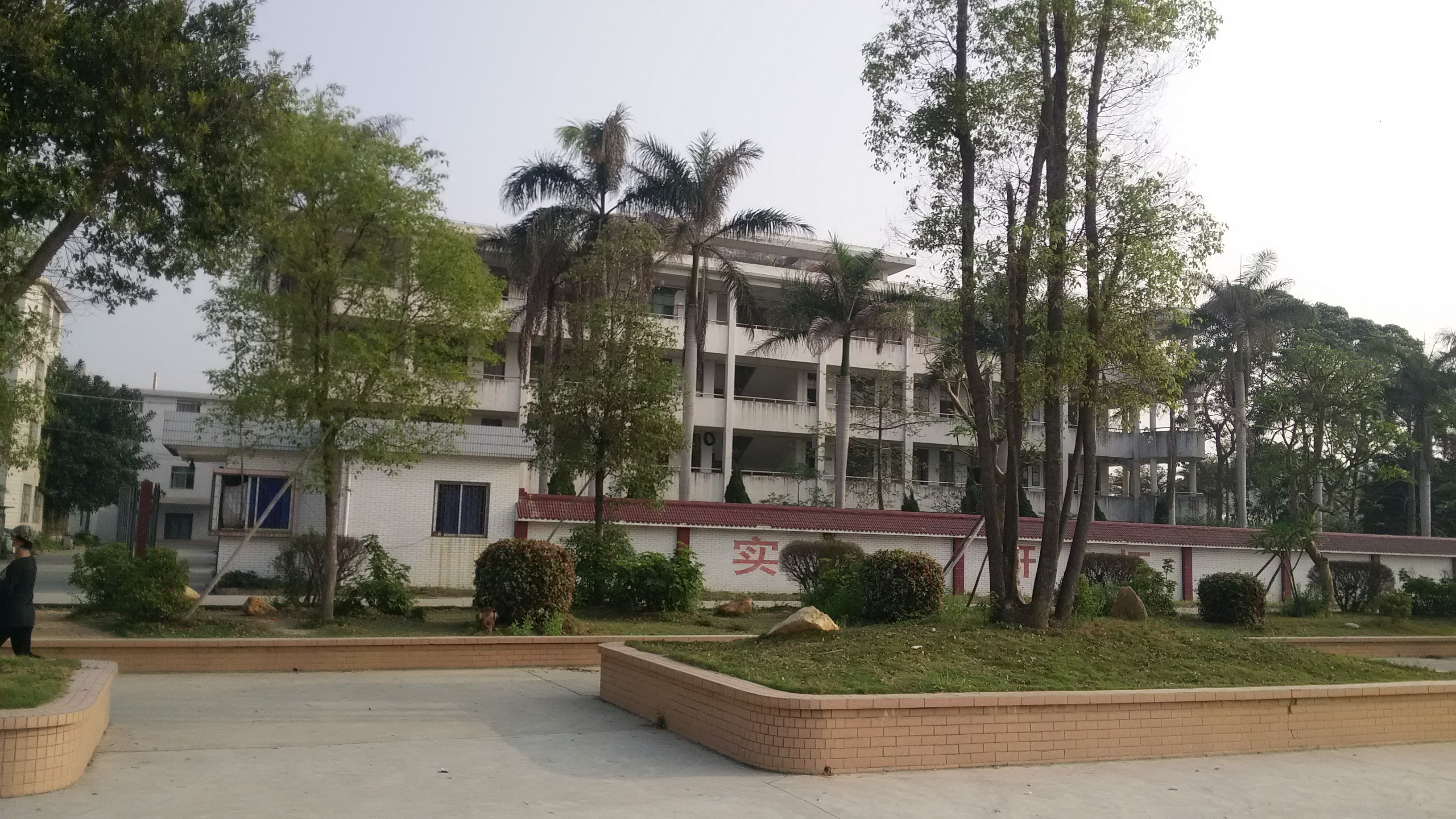
구강의동
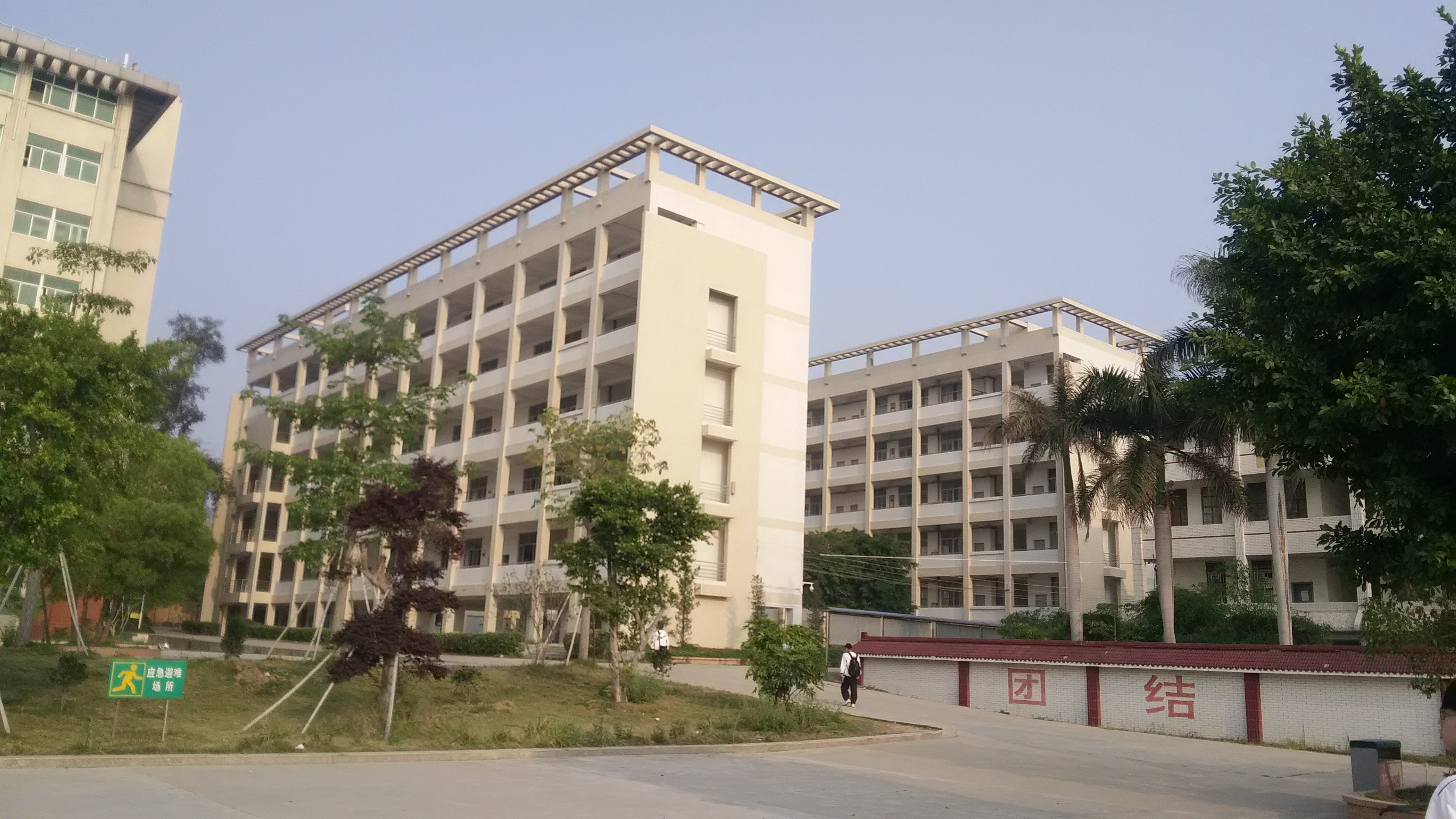
신강의동
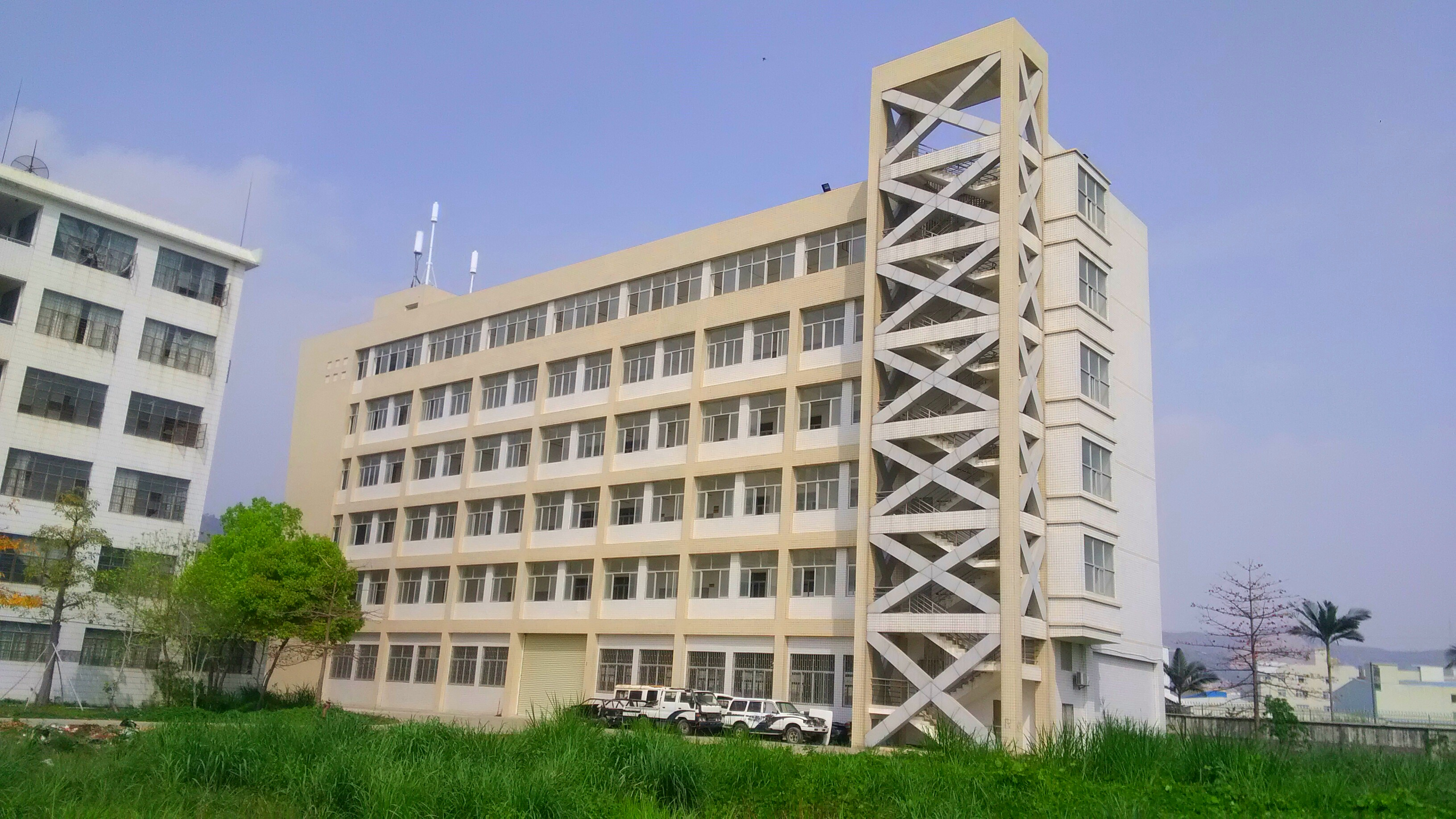
실험동
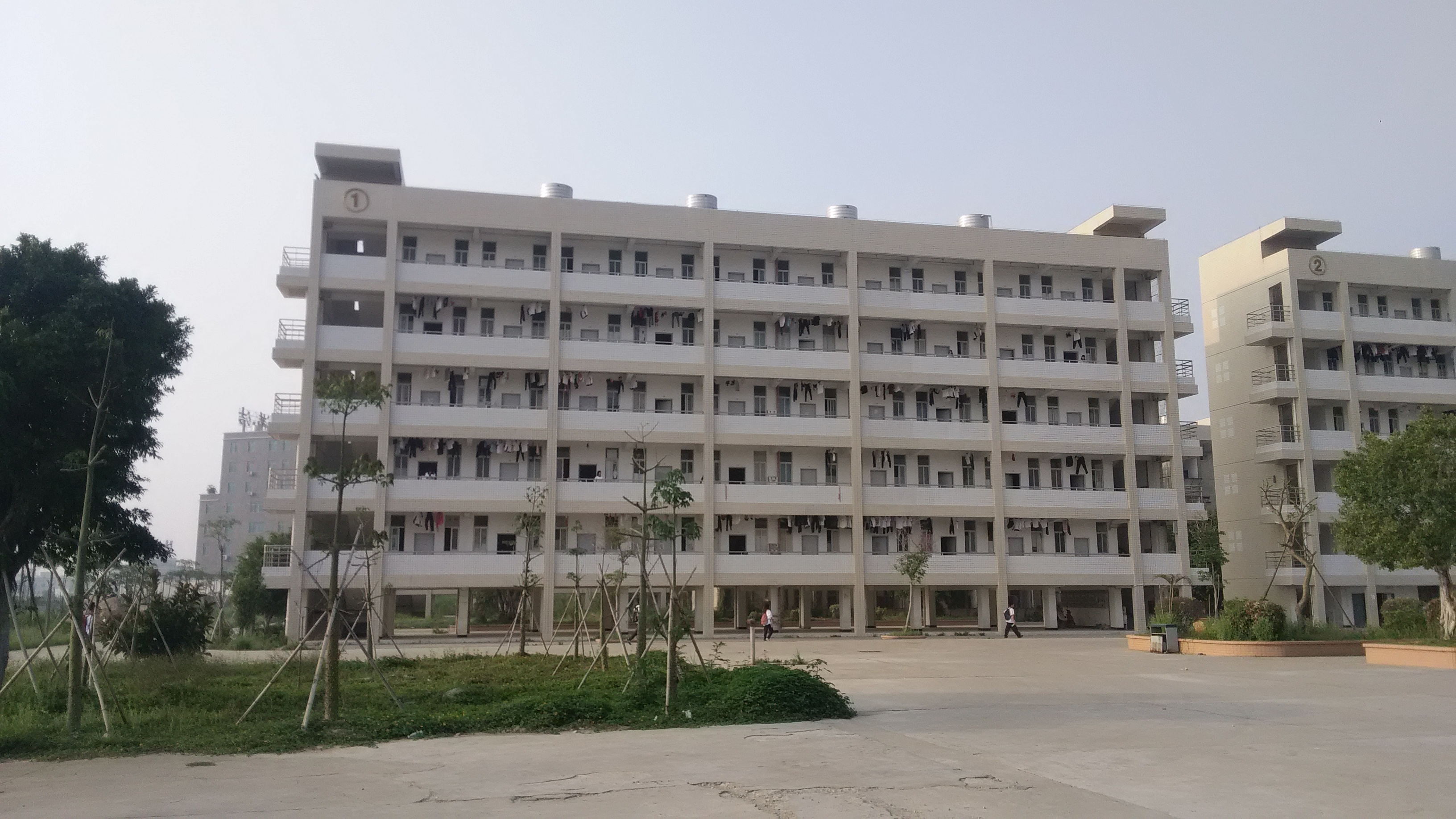
기숙사
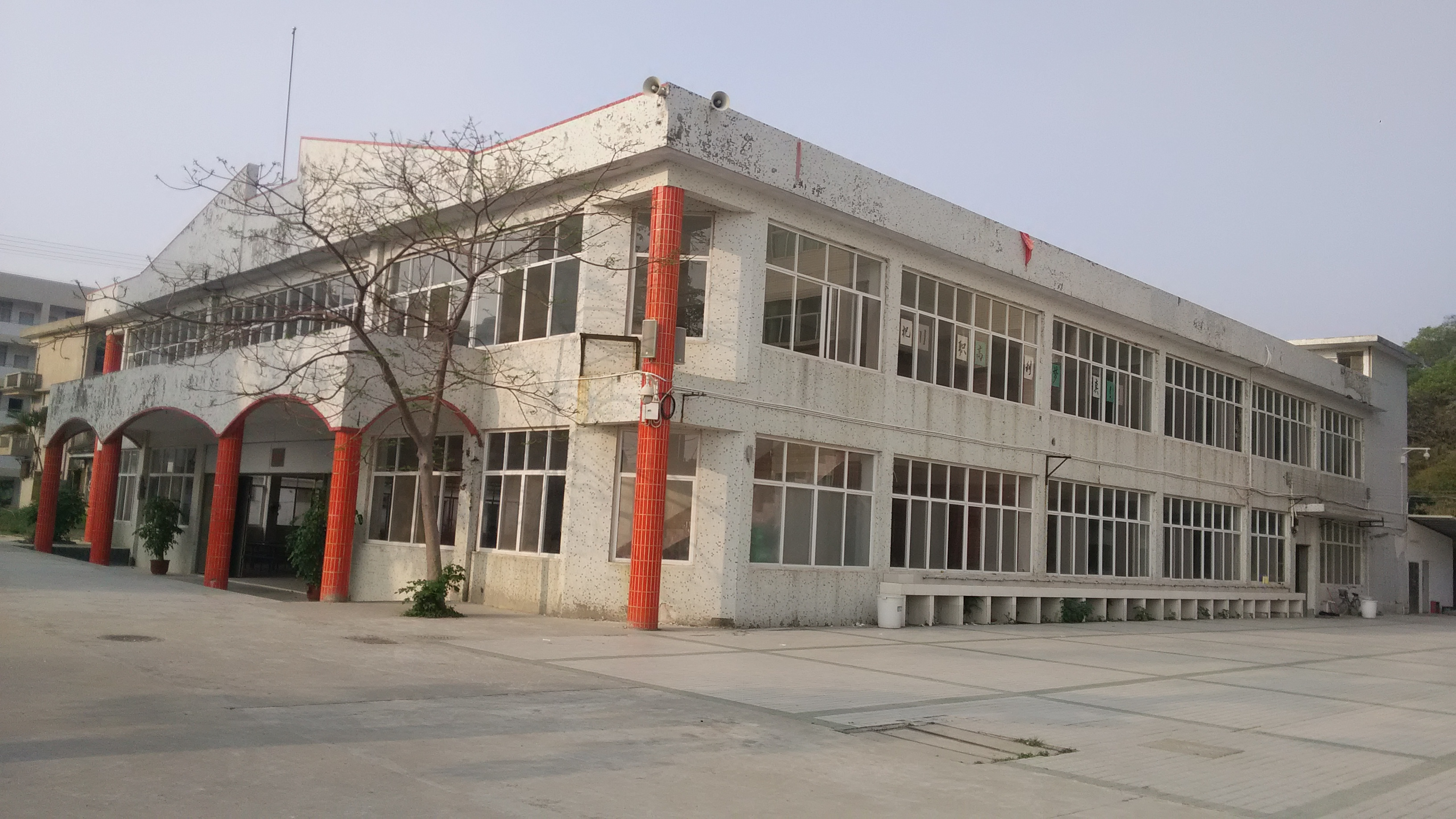
식당
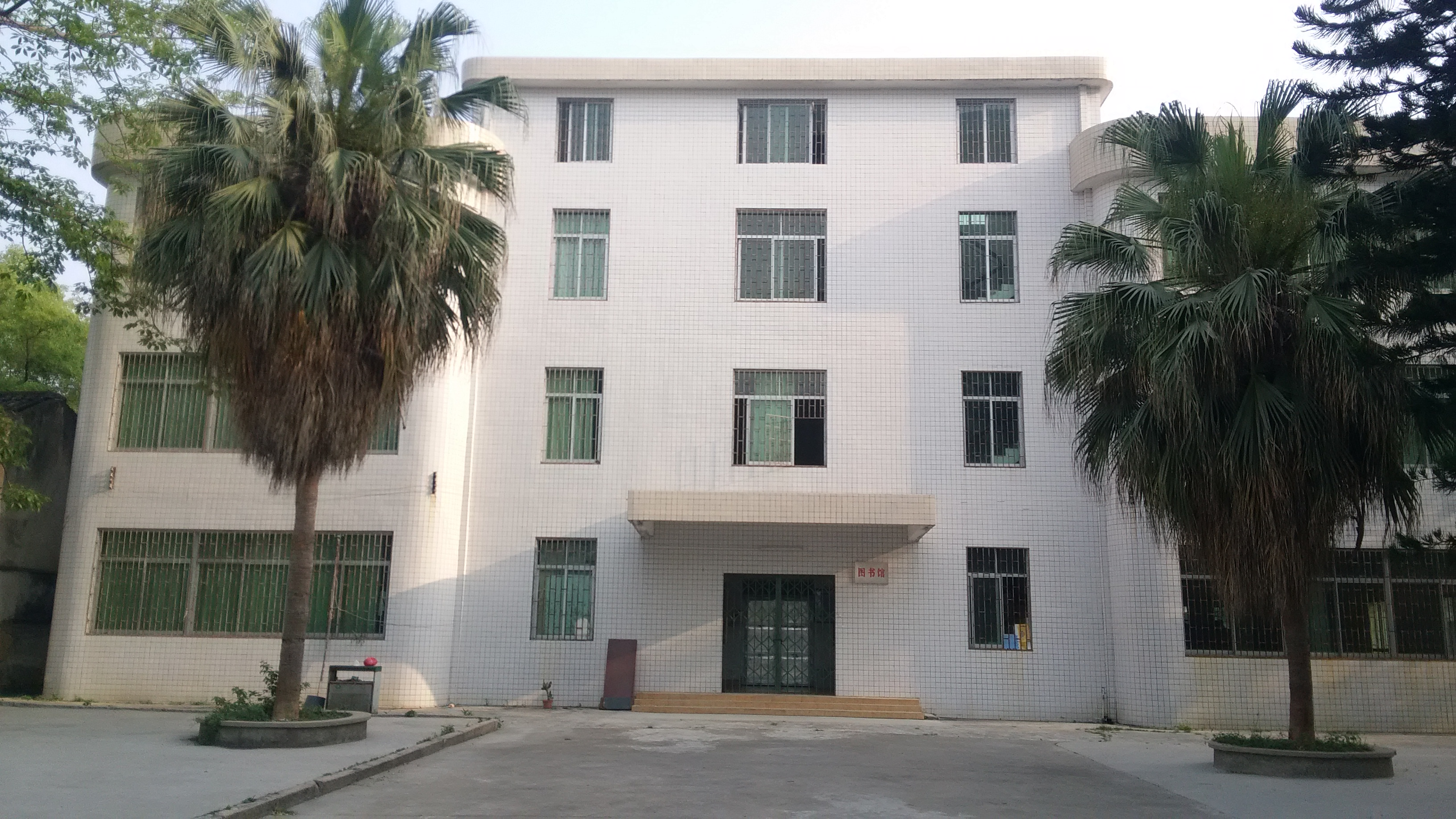
도서관
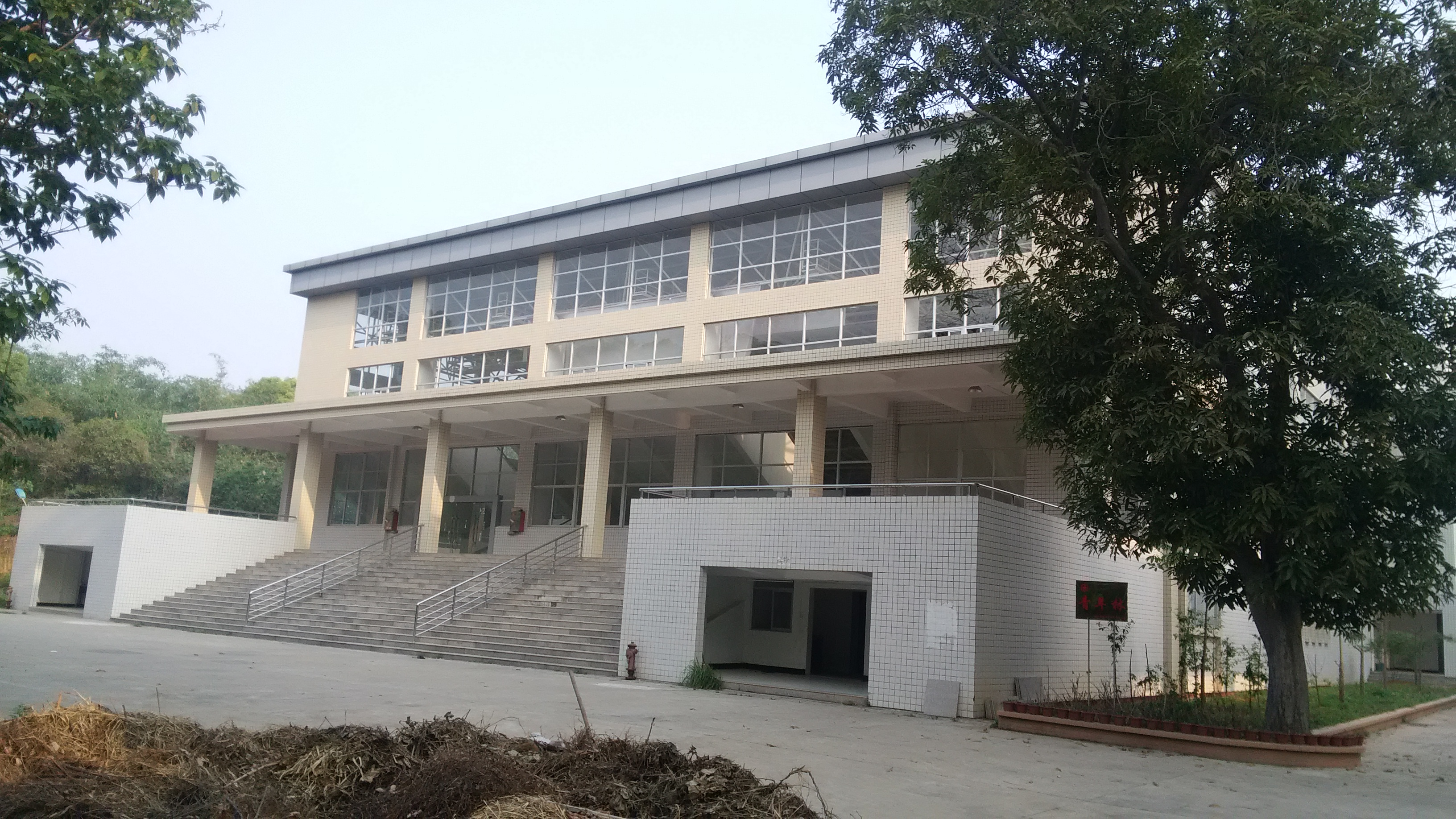
체육관
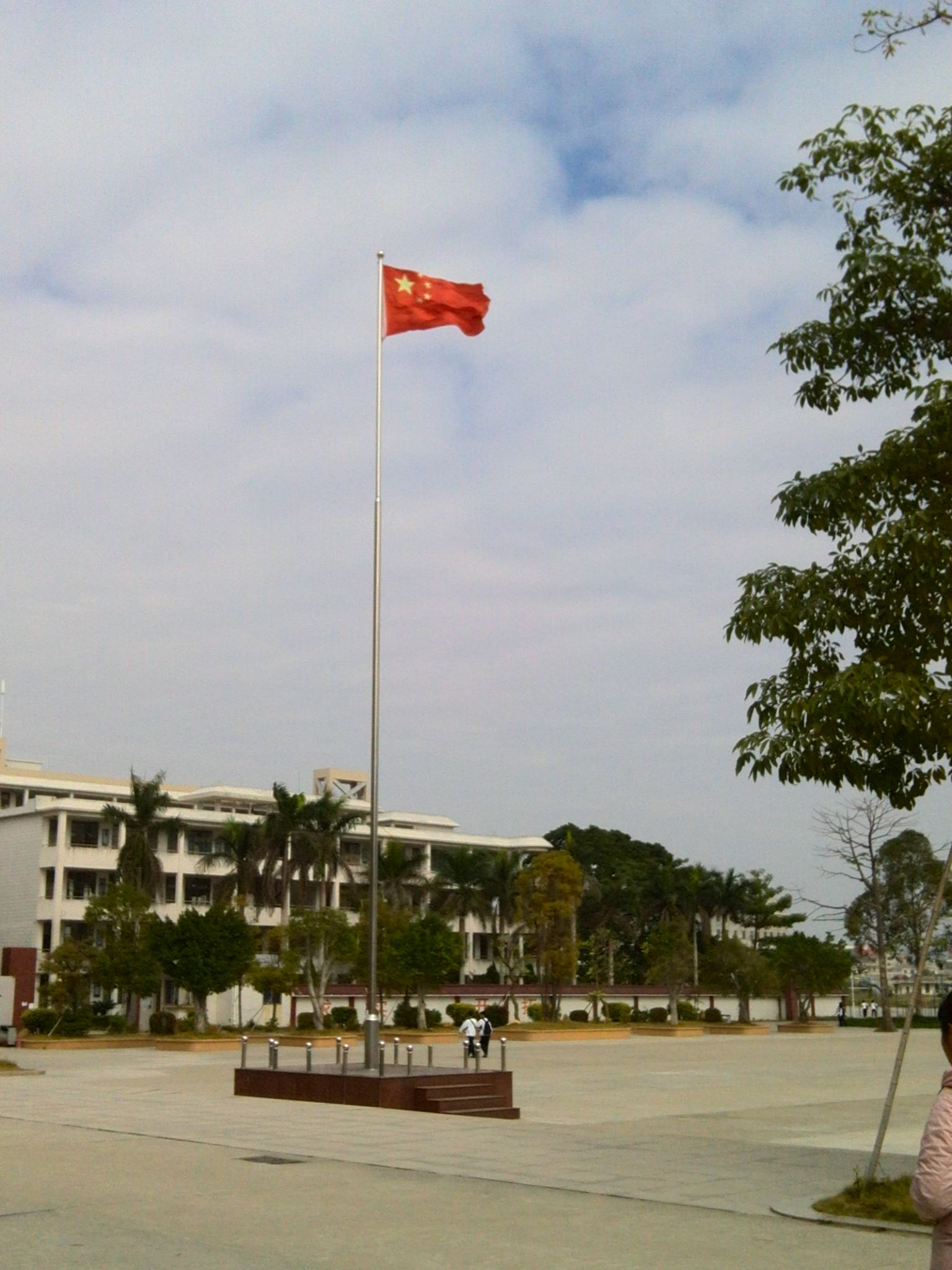
게양대

### 시설

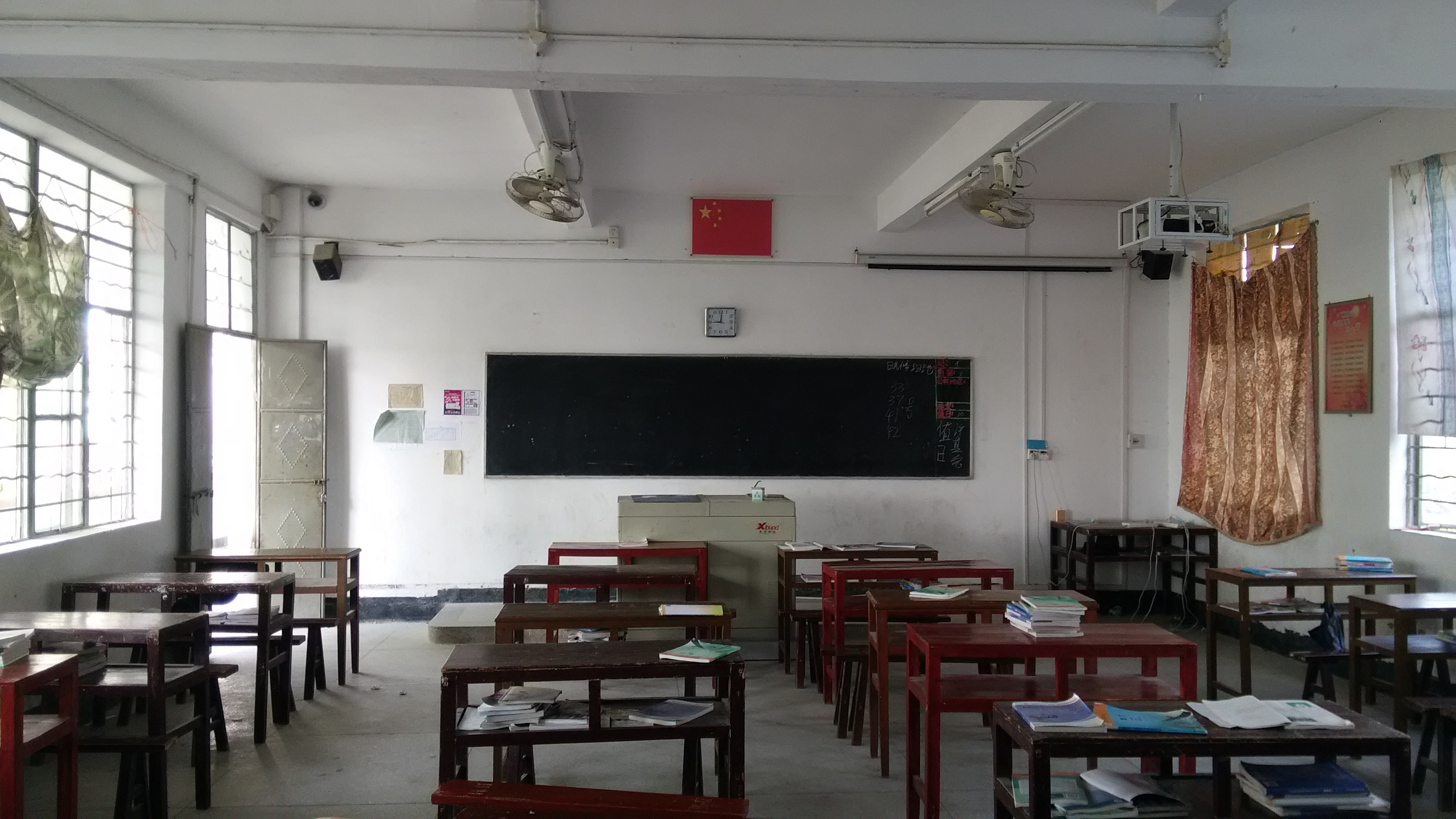
교실
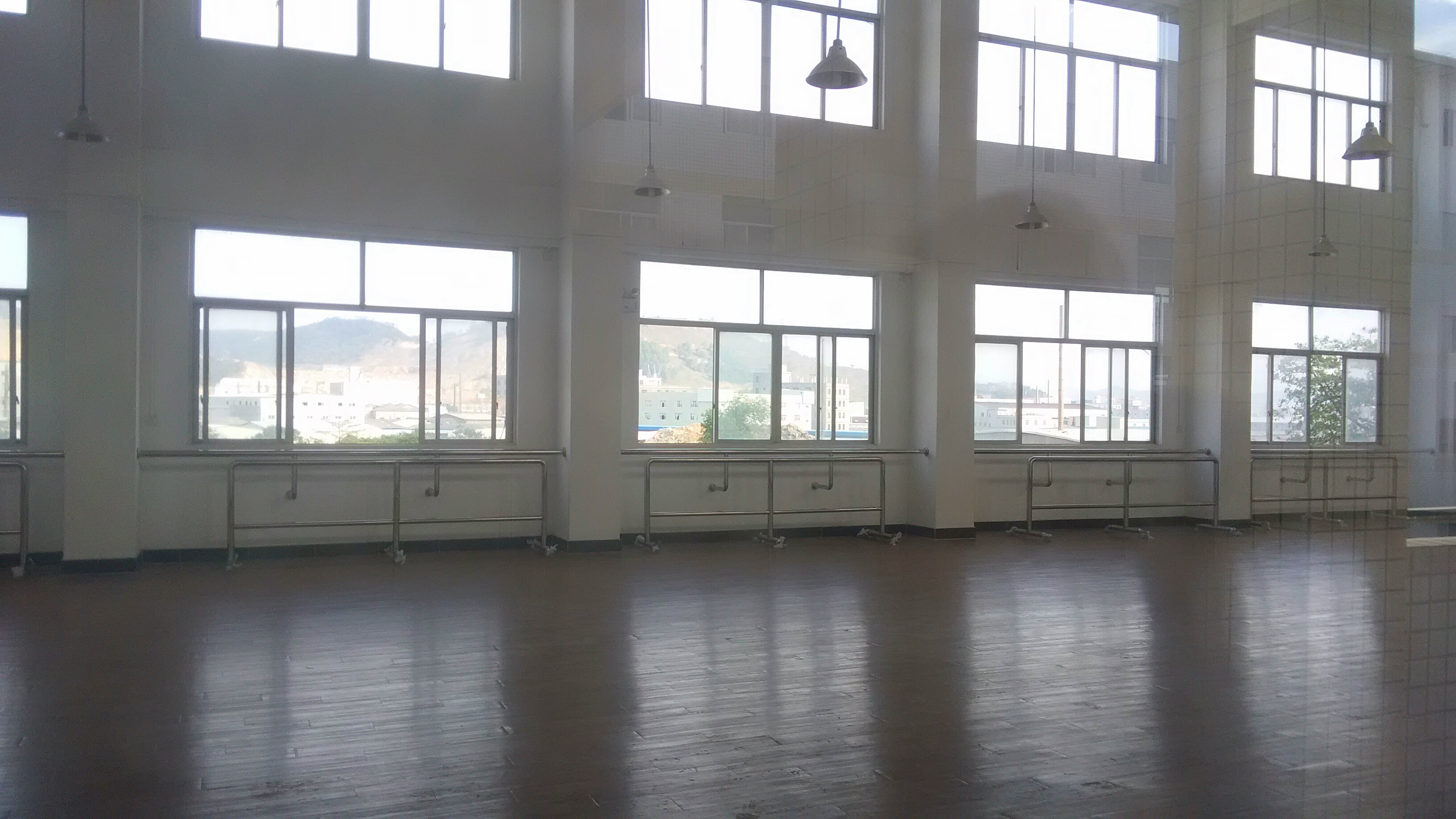
다기능 홀
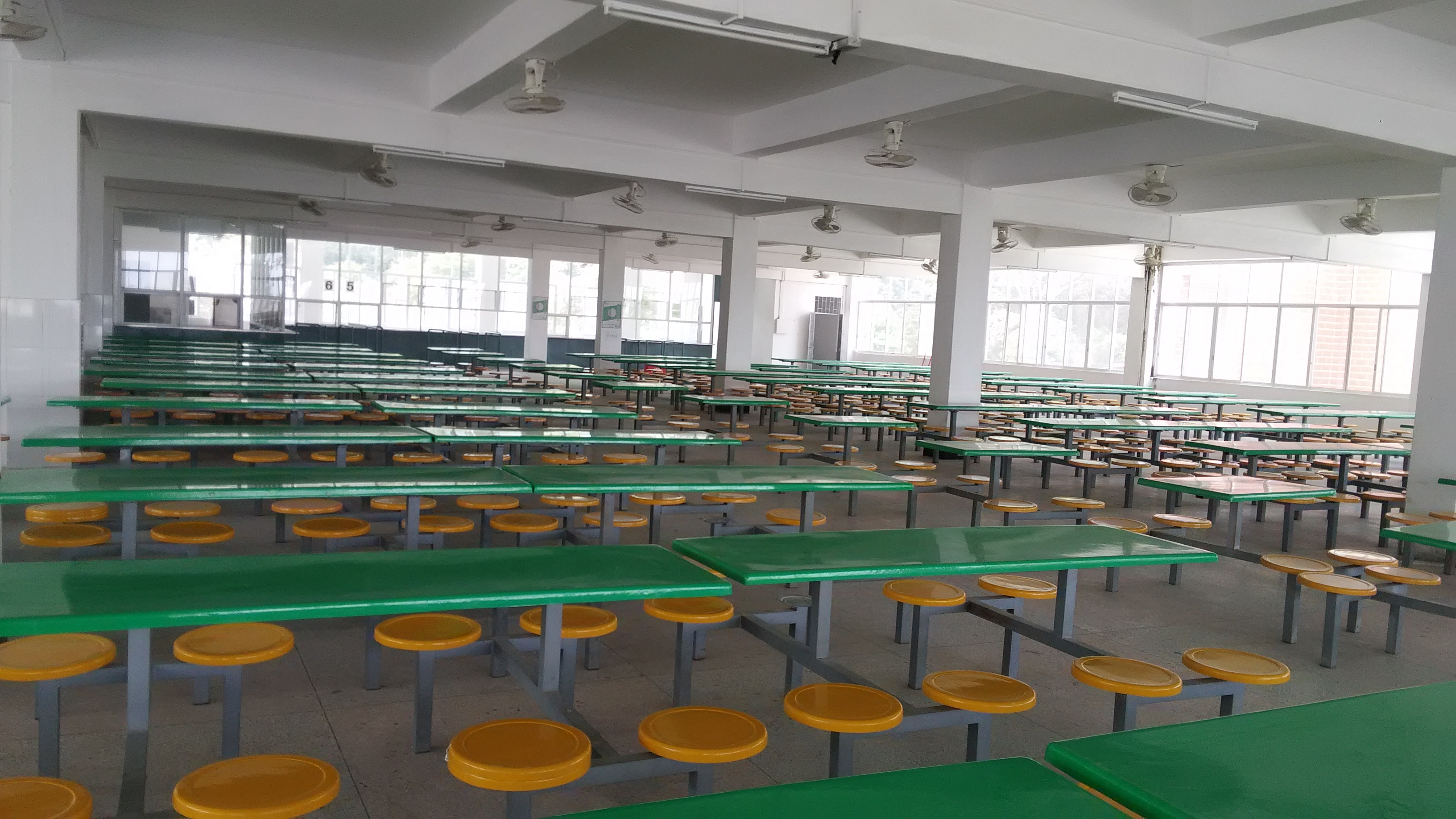
식당 두번째 식당이
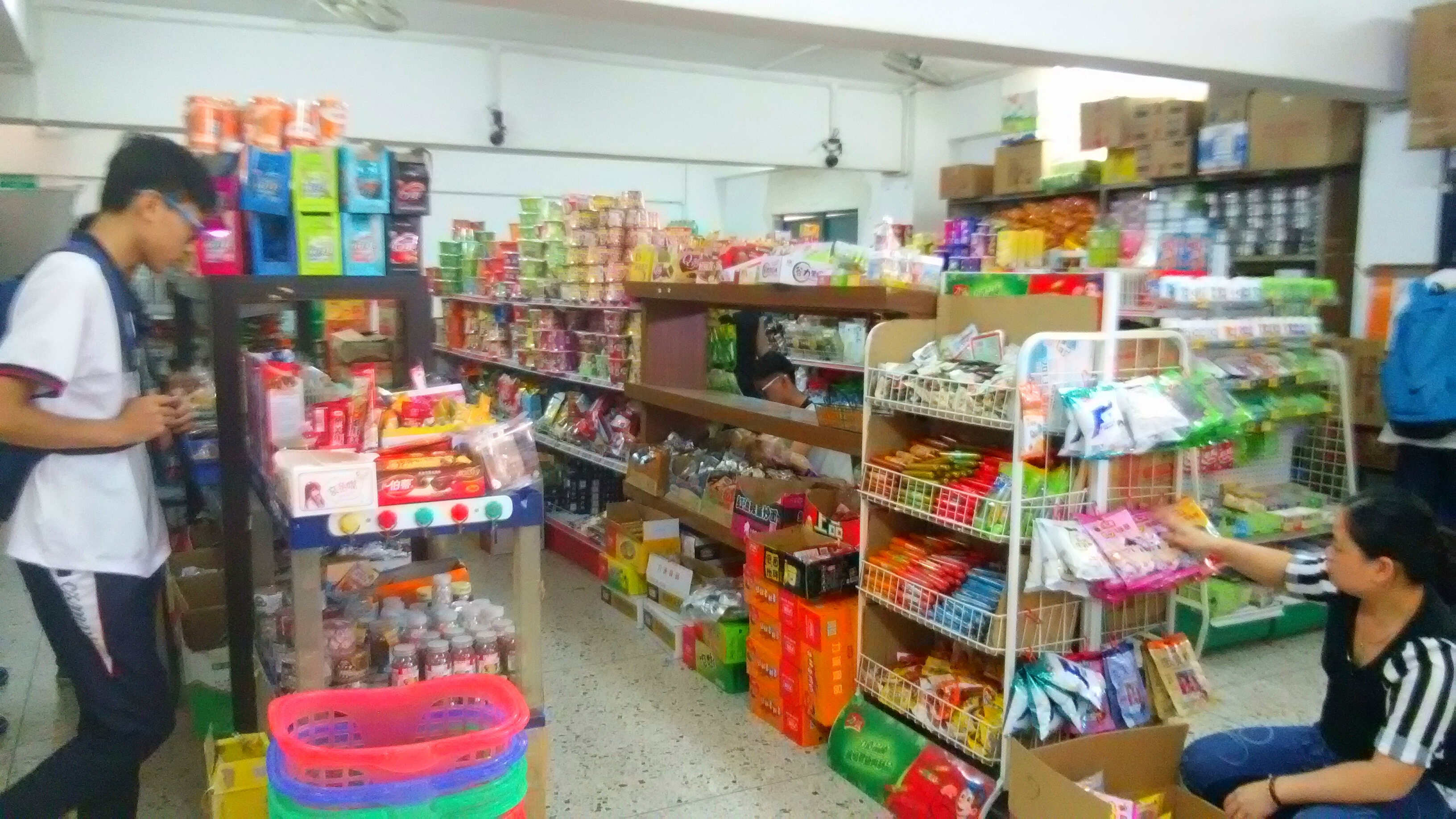
매점